# Pierwszy kontakt (antropologia)

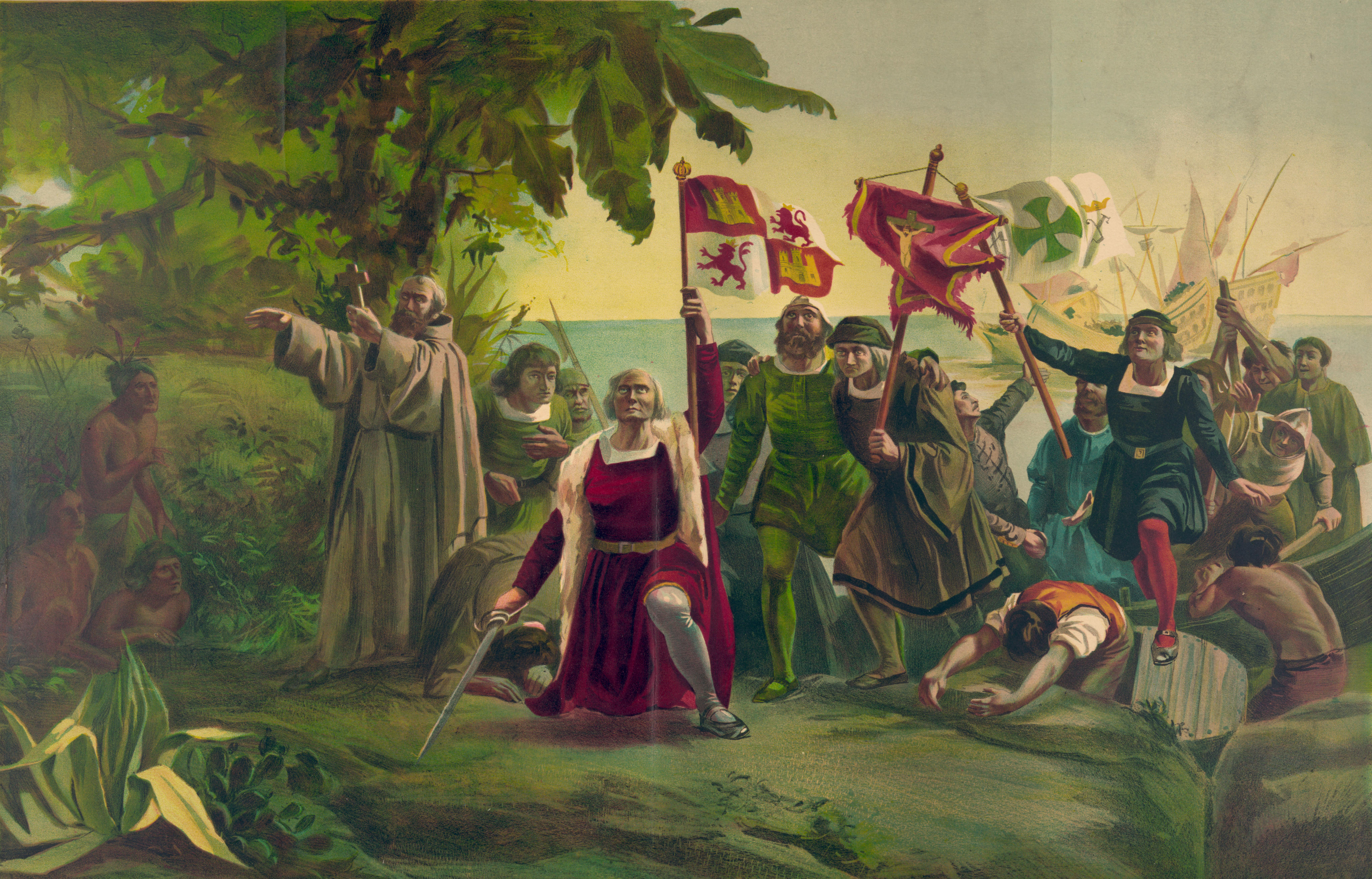
Obraz przedstawiający Krzysztofa Kolumba odkrywającego „Nowy Świat”

Pierwszy kontakt – termin określający spotkanie dwóch odmiennych kultur, które wcześniej nie wiedziały o wzajemnym istnieniu.
Przykładem pierwszego kontaktu jest spotkanie Hiszpanów i Arawaków w 1492 roku, kiedy to Krzysztof Kolumb napotkaną grupę nazwał Indianami, gdyż uważał, iż dotarł do Indii.
Spotkanie dwóch kultur może doprowadzić do wyginięcia jednej z nich z powodu wzajemnej agresji lub w przypadku, gdy jedna grupa, uodporniona na daną chorobę, zarazi nią drugą, nieodporną.